# 鑄造

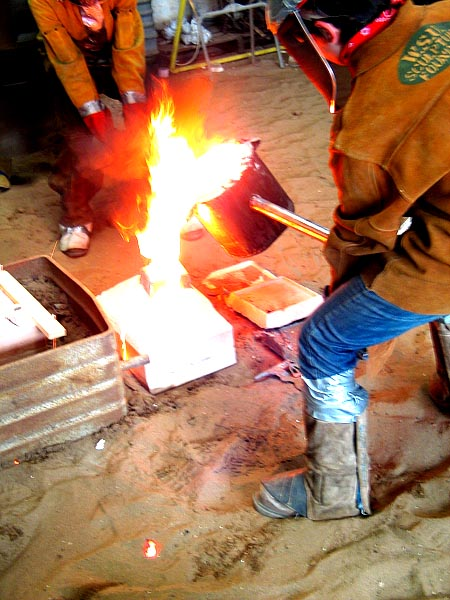
正在進行鑄造。

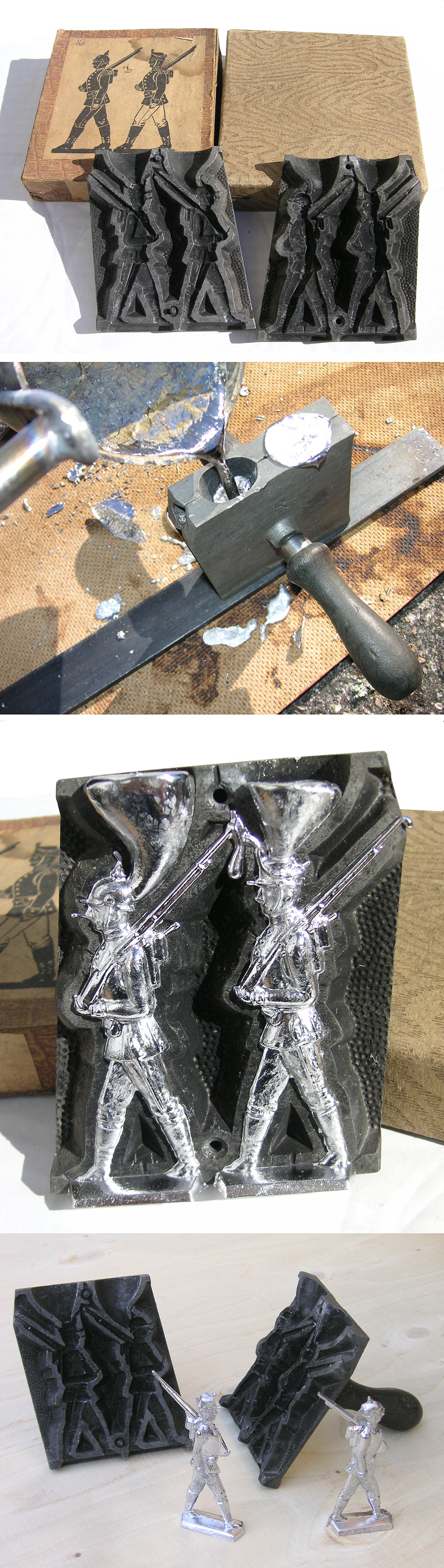
將錫鑄造成士兵模型。

鑄造是人類掌握比較早的一種熱加工工藝，已有約6000年的歷史。在中國大陸的史前人類約在公元前1700年～公元前1000年之間已進入青銅鑄件的全盛期，工藝上已達到相當高的水準。鑄造是指將金屬加熱後變成熔融的金屬液體，在熔融狀態時將其倒入預先做好的鑄模內，待其冷卻凝固後取出，除去澆冒口等，即得所需之鑄件。被鑄物質多為原為固態但加熱至液態的金屬（例：銅、鐵、鋁、錫、鉛等），而鑄模的材料可以是鑄砂、金屬甚至陶瓷。因應不同要求，使用的方法也會有所不同。現在比較少會用到人手進行鑄造，大部分的工廠為了節省人力，所以大多都是用機器進行鑄造的過程。鑄造常用於製造形狀複雜或大型工件、承受靜載荷及壓應力的機械零件，如床身、機座、支架、箱體等。

## 鑄造材料
金属為鑄造技術使用最多的材料。其他材料有石膏、混凝土、塑膠等。.

## 鑄造種類
- 金屬模鑄造法

利用熔點較原料高的金屬製作鑄模。其中細分為永久模鑄造法(Permanent Mold Casting)、壓鑄法(Die Casting)等。
受制於鑄模的熔點，可被鑄造的金屬也有所限制。
- 砂模鑄造法(Sand Casting)

利用砂作為鑄模材料，依不同成份的砂可再細分為濕砂模鑄造法(Green Sand Mold)、表面乾砂模鑄造法(Dry Sand Mold)等等，但並非所有砂均可用以鑄造。
好處是成本較低，因為鑄模所使用的沙可重複使用；缺點是鑄模製作耗時，鑄模本身不能被重複使用，須破壞後才能取得成品。
- 脫蠟法(Investment casting、Lost-wax casting)

這方法可以為外膜鑄造法和固體鑄造法。
先以蠟複製所需要鑄造的物件，接著將蠟型組樹沾附粘結劑與防火材料，放置乾燥，使以蠟製的複製品覆上一層外膜稱為「殼模」，一直重複步驟直到殼模強度足以支持鑄造過程（約1/4寸到1/8寸），然後放入高壓脫蠟機，通入蒸汽加熱，使蠟質熔化、排出，並抽離鑄模。其後鑄模需要多次加以高溫燒結，增強硬度後方可用以鑄造。燒結溫度視澆注金屬的材質在 700度~1,100度之間，進行時間為20分鐘～60分鐘。最後用手工具等物理的方式敲除殼膜，即可取出成型的鑄件。
此方法具有良好的準確性，更可用作高熔點金屬（如鈦）的鑄造。但由於防火材料價格頗高，而且製作需要多次加熱和複雜，且成品通常需要後加工，故成本頗為昂貴。
- 範鑄法

古代中國青銅器最主要的成形方法。

## 縮孔和縮松
液態金屬在鑄型內凝固時，如果收縮得不到補充，在鑄件最後凝固的部位將形成孔洞，稱為縮孔，分集中縮孔和分散縮孔兩類。分散縮孔通常稱為縮松。縮孔形狀呈到圓錐形，其內表面粗糙。

## 外部連結
- . 行政院勞工委員會職業訓練局.   [2008-04-23]. （原始内容存档于2016-03-04）.
- .   [2022-07-27]. （原始内容存档于2020-07-10）.